# Accademia reale di scienze, lettere e belle arti del Belgio

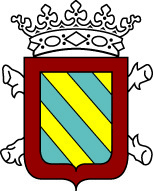
Stemma dell'Accademia

L'Accademia reale di scienze, lettere e belle arti del Belgio (francese: Académie royale des sciences, des lettres et des beaux-arts de Belgique) detta "Teresiana" (la Thérésienne), è la più antica delle accademie reali belghe.
Attualmente è l'Accademia delle scienze della Comunità francofona del Belgio.
L'accademia delle scienze della Comunità fiamminga del Belgio è l'Accademia reale fiamminga del Belgio per le scienze e le arti (olandese: Koninklijke Vlaamse Academie van België voor Wetenschappen en Kunsten).

## Storia
Nel 1769 fu fondata a Bruxelles una società letteraria sotto gli auspici del governatore Carlo di Lorena. Nel 1772 questa società ricevette le patenti imperiali dall'imperatrice Maria Teresa d'Austria, sovrana anche dell'odierno Belgio,  e perciò mutò il nome in "Imperial regia accademia di scienze e belle lettere di Bruxelles".
Sospesa durante i ventidue anni di annessione francese, l'Accademia fu ristabilita nel 1816 da Guglielmo I dei Paesi Bassi. Dopo la Rivoluzione belga del 1830 l'Accademia fu riorganizzata con il nome attuale. La classe di belle arti fu aggiunta nel 1845, quella di tecnologia e società nel 2009.
Il Palazzo dell'Accademia delle Belle Arti fu fondato nel (1825), concluso nel (1862), e restaurato nella seconda metà del 20 secolo (1969)

## Organizzazione
l'Accademia comprende attualmente 200 membri belgi, cui si aggiungono 200 membri stranieri associati. Essa è divisa in quattro classi, di 50 membri nazionali e 50 associati ciascuna:
- Classe di scienze;
- Classe di lettere e di scienze morali e politiche;
- Classe di arti, divisa in cinque sezioni: pittura, scultura, architettura, musica, storia e critica;
- Classe di tecnologia e società.

Vi sono poi degli organismi scientifici associati all'Accademia, come la Commissione reale di storia del Belgio, la Commissione reale di toponomastica e dialettologia, l'Istituto storico belga di Roma.

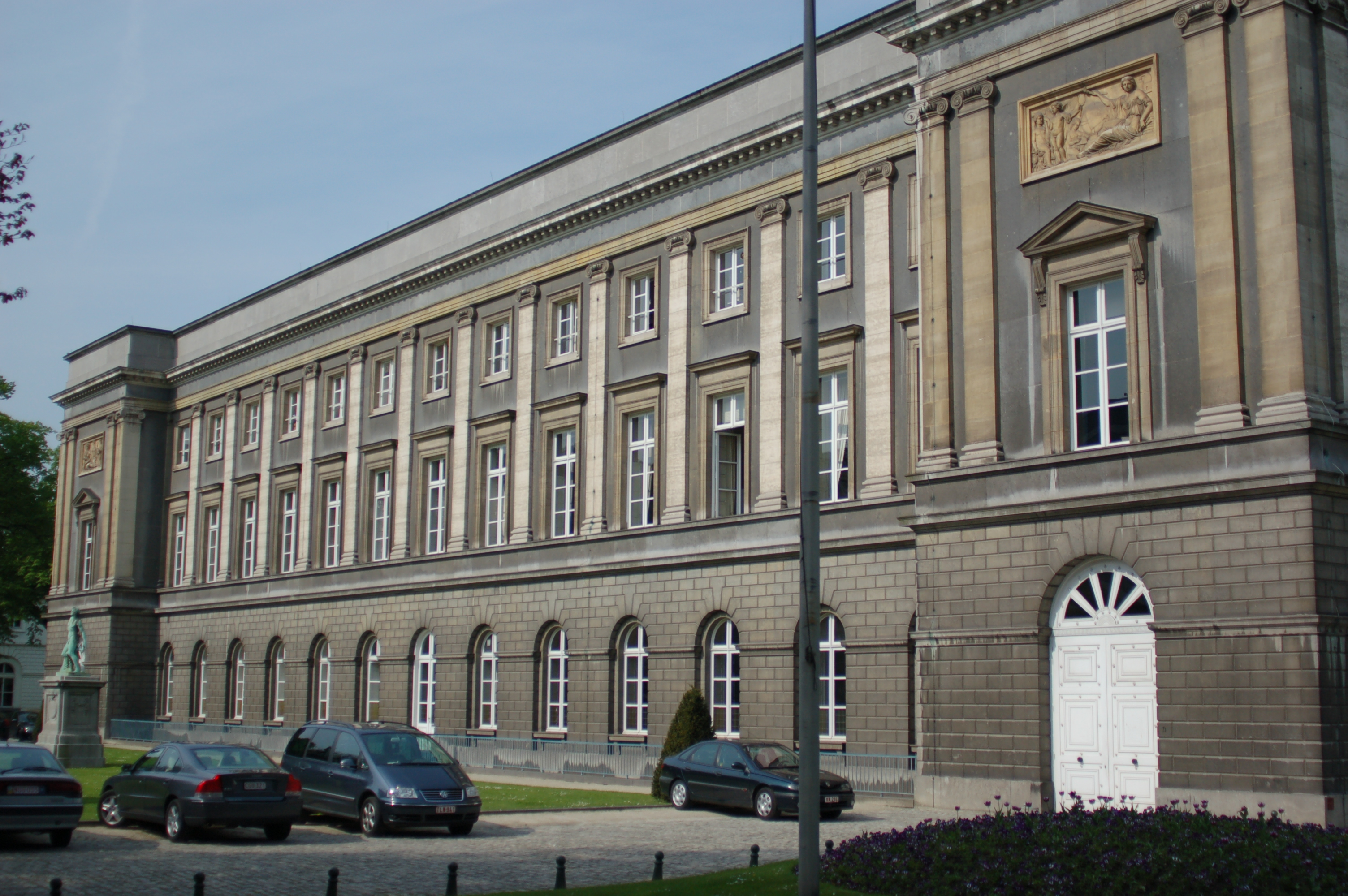
Sede dell'Accademia a Bruxelles

## Sede
L'Accademia ha sede nel Palazzo delle Accademie di Bruxelles, costruito nel 1828 come residenza del principe di Orange. Il palazzo ospita altre quattro accademie: l'Accademia reale di medicina del Belgio (1840, francofona); l'Accademia reale di lingua e letteratura francese (1920), la Regia accademia fiamminga del Belgio per le scienze e le arti (1938) e la Regia accademia di medicina del Belgio (1938, fiamminga).
L'accademia di lingua e letteratura fiamminga ha invece sede a Gand.